# Acheux-en-Vimeu
Pour les articles homonymes, voir Acheux et Vimeux.

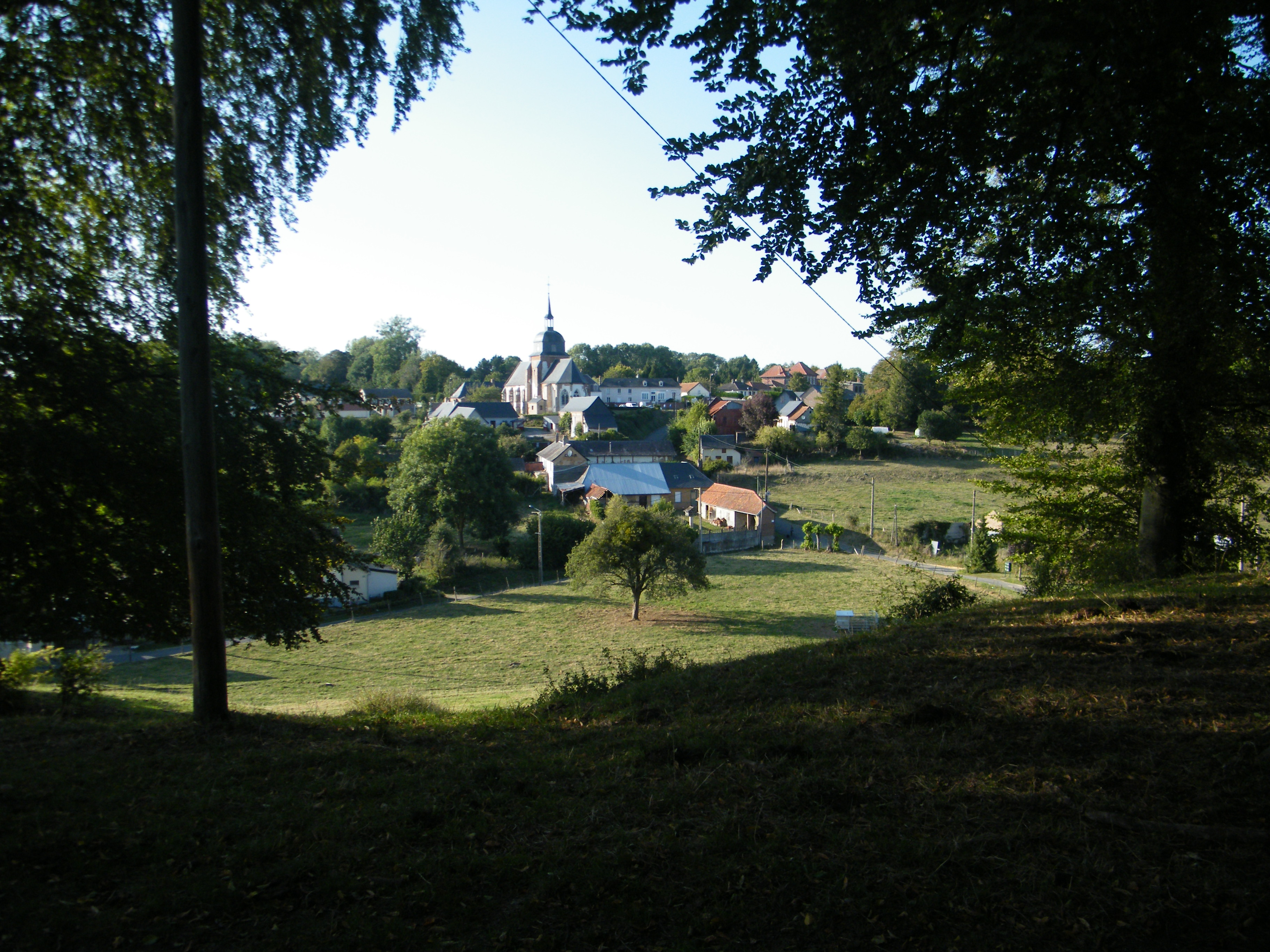
Le village vu du château.

Acheux-en-Vimeu est une commune française située dans le département de la Somme en région Hauts-de-France.
Depuis juillet 2020 , la commune fait partie du parc naturel régional Baie de Somme - Picardie maritime.

## Géographie

### Localisation
Acheux-en-Vimeu est un village picard du Vimeu.
À vol d'oiseau, la localité est située à 5 km à l'est de Feuquières-en-Vimeu, 10 km à l'est de Friville-Escarbotin, 12 km au sud-ouest d'Abbeville, 18 km au nord-est d'Eu-le-Tréport et à 48 km au nord-ouest d'Amiens.
Le territoire de la commune est limitrophe de ceux de huit communes.
Les communes limitrophes sont Quesnoy-le-Montant, Aigneville, Chépy, Franleu, Miannay, Tœufles, Tours-en-Vimeu et Moyenneville.

### Hydrographie
La commune est située dans le bassin Artois-Picardie. Elle n'est drainée par aucun cours d'eau.

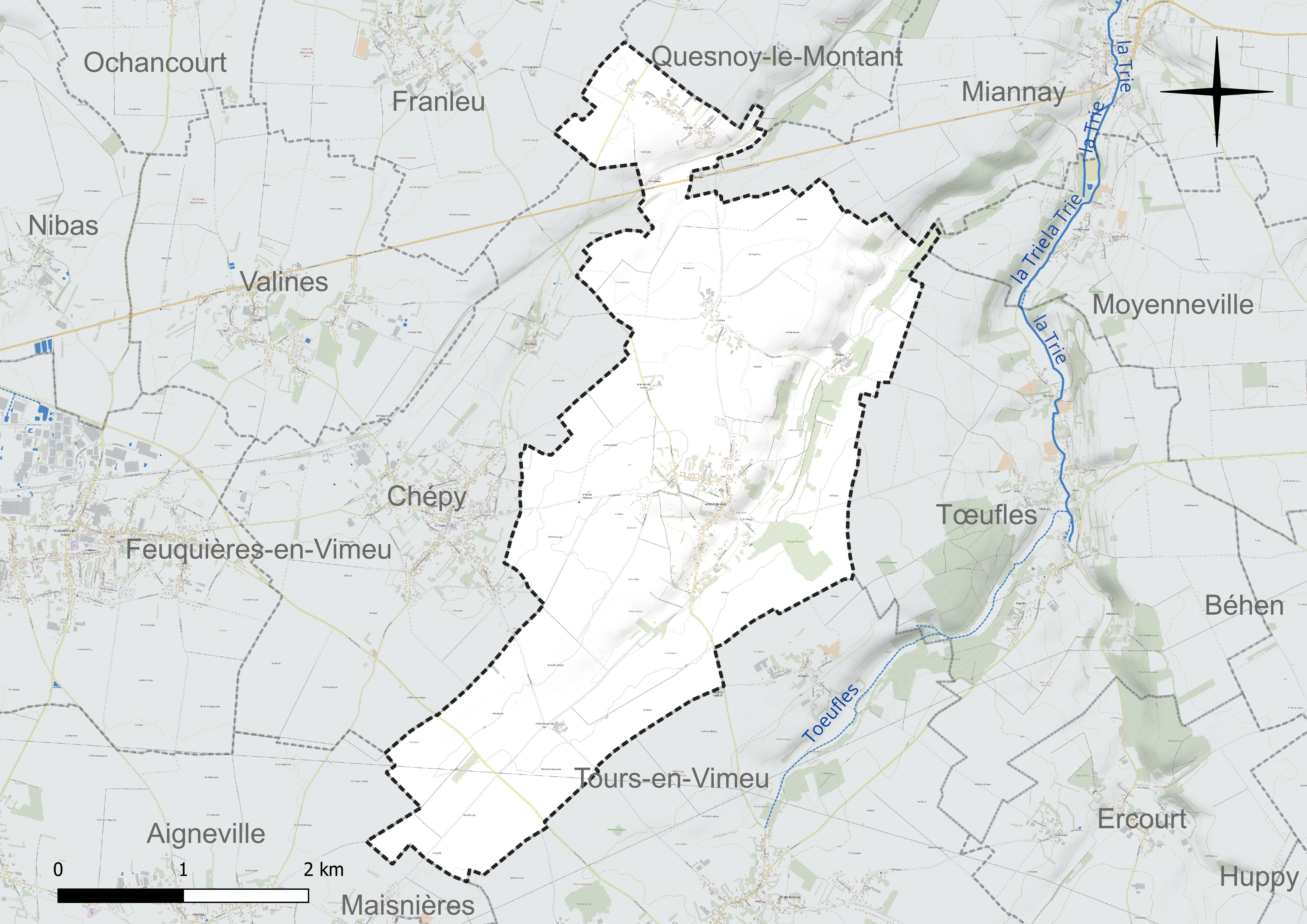
Réseau hydrographique d'Acheux-en-Vimeu.

### Climat
Pour des articles plus généraux, voir Climat des Hauts-de-France et Climat de la Somme.
En 2010, le climat de la commune est de type climat océanique franc, selon une étude du CNRS s'appuyant sur une série de données couvrant la période 1971-2000. En 2020, Météo-France publie une typologie des climats de la France métropolitaine dans laquelle la commune est exposée à un climat océanique et est dans la région climatique Côtes de la Manche orientale, caractérisée par un faible ensoleillement (1 550 h/an) ; forte humidité de l'air (plus de 20 h/jour avec humidité relative > 80 % en hiver), vents forts fréquents.
Pour la période 1971-2000, la température annuelle moyenne est de 10,4 °C, avec une amplitude thermique annuelle de 13,1 °C. Le cumul annuel moyen de précipitations est de 854 mm, avec 12,7 jours de précipitations en janvier et 8,2 jours en juillet. Pour la période 1991-2020, la température moyenne annuelle observée sur la station météorologique la plus proche, située sur la commune d'Abbeville à 12 km à vol d'oiseau, est de 11,0 °C et le cumul annuel moyen de précipitations est de 806,2 mm,. Pour l'avenir, les paramètres climatiques de la commune estimés pour 2050 selon différents scénarios d'émission de gaz à effet de serre sont consultables sur un site dédié publié par Météo-France en novembre 2022.

## Urbanisme

### Typologie
Au 1er janvier 2024, Acheux-en-Vimeu est catégorisée commune rurale à habitat dispersé, selon la nouvelle grille communale de densité à sept niveaux définie par l'Insee en 2022.
Elle est située hors unité urbaine. Par ailleurs la commune fait partie de l'aire d'attraction de Friville-Escarbotin, dont elle est une commune de la couronne,. Cette aire, qui regroupe 33 communes, est catégorisée dans les aires de moins de 50 000 habitants,.

### Occupation des sols
L'occupation des sols de la commune, telle qu'elle ressort de la base de données européenne d'occupation biophysique des sols Corine Land Cover (CLC), est marquée par l'importance des territoires agricoles (96,7 % en 2018), une proportion identique à celle de 1990 (96,7 %). La répartition détaillée en 2018 est la suivante : 
terres arables (74,3 %), prairies (12,6 %), zones agricoles hétérogènes (9,8 %), zones urbanisées (2,5 %), forêts (0,8 %). L'évolution de l'occupation des sols de la commune et de ses infrastructures peut être observée sur les différentes représentations cartographiques du territoire : la carte de Cassini (XVIIIe siècle), la carte d'état-major (1820-1866) et les cartes ou photos aériennes de l'IGN pour la période actuelle (1950 à aujourd'hui).

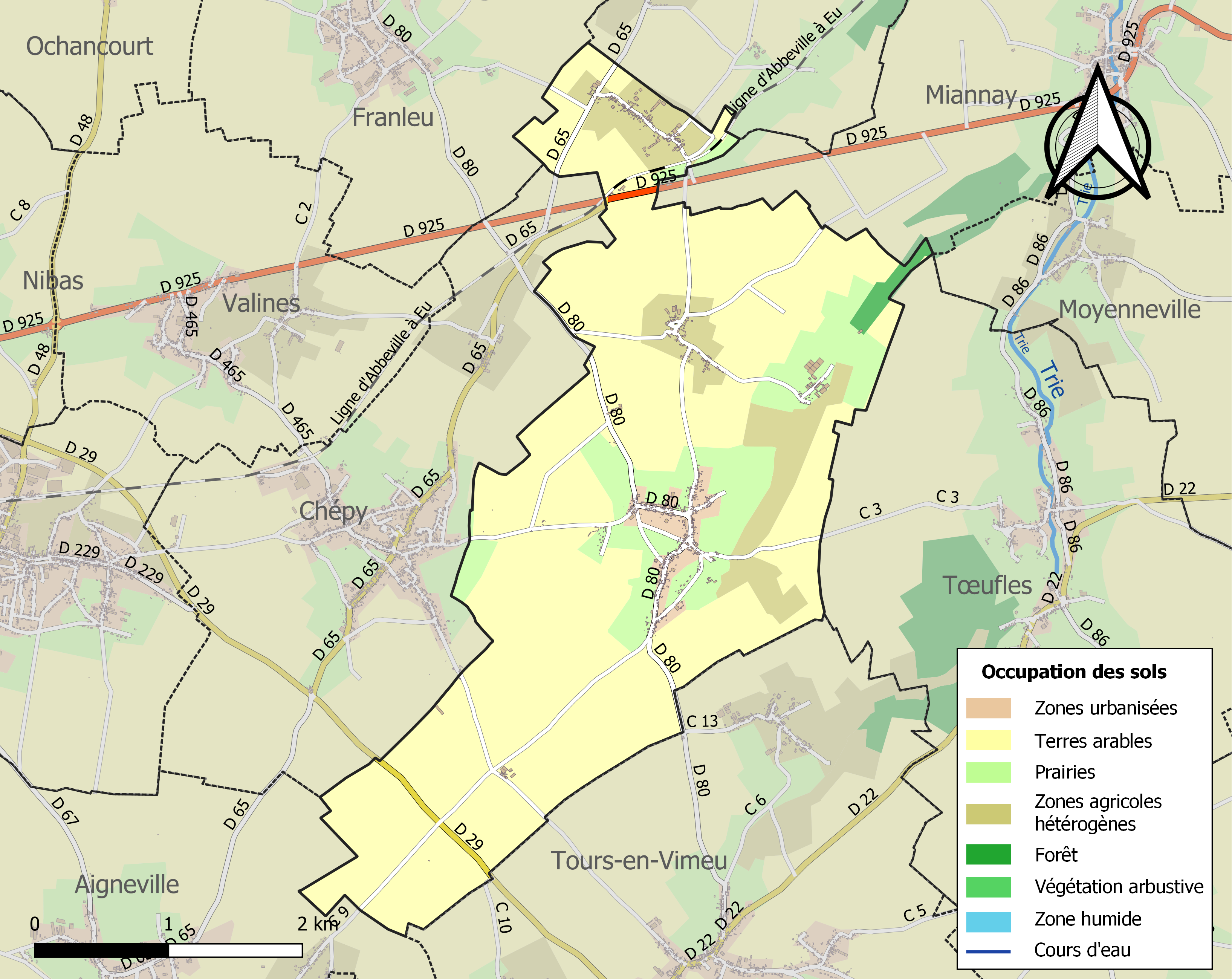
Carte des infrastructures et de l'occupation des sols de la commune en 2018 (CLC).

### Hameaux et écarts

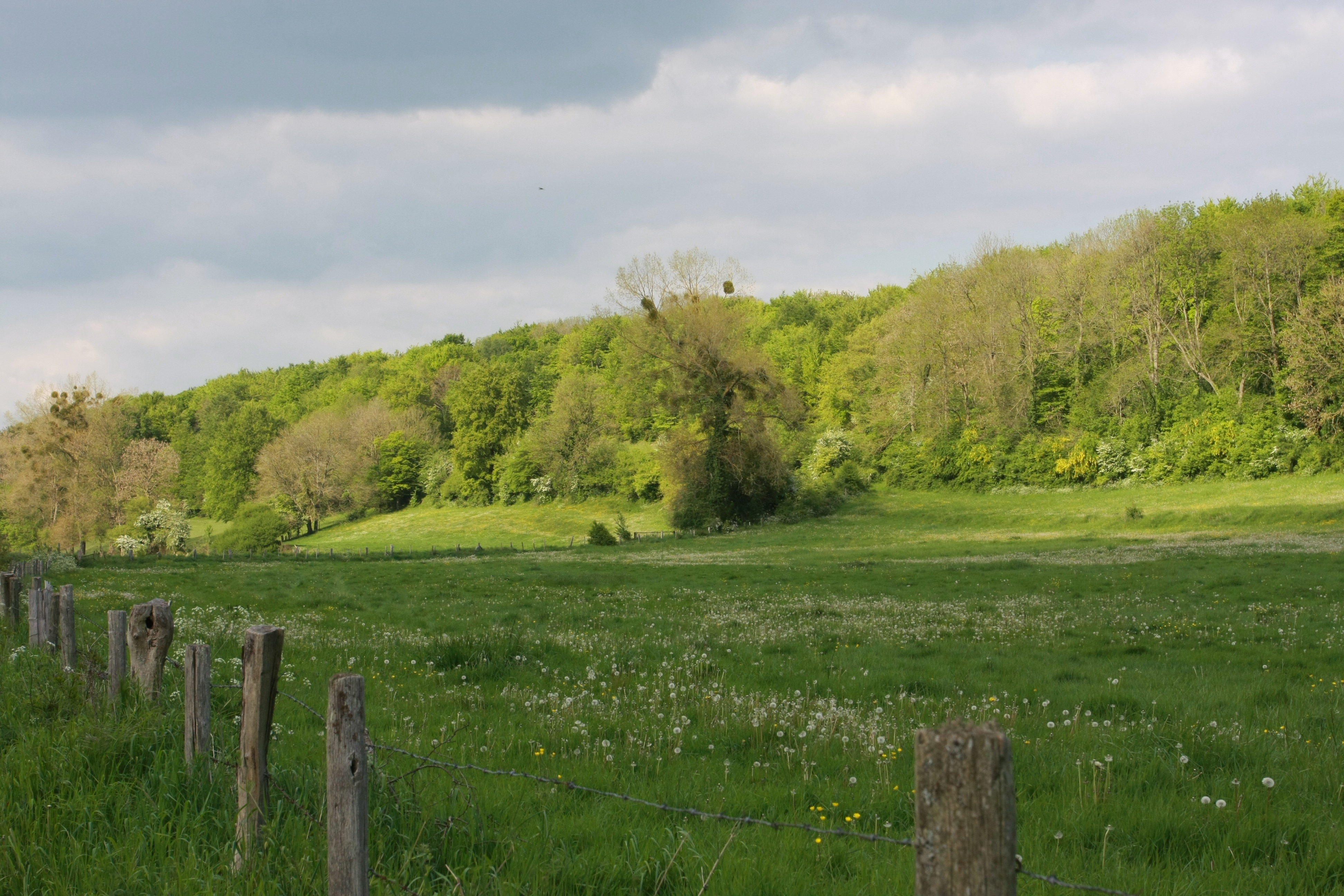
Bois de Zoteux. Les cortèges des habitants de Zoteux y empruntaient le « chemin des Morts » pour conduire leurs défunts à l'église d'Acheux.

La commune d'Acheux-en-Vimeu a un territoire qui s'étire vers le nord pour inclure trois hameaux :
- Frireulles, dont l'église (ou la chapelle) est pourvue d'un modeste clocher-mur ou campenard ;
- Frière ;
- Zoteux, au fond d'un bois.

### Voies de communication et transports
La commune est tangentée par le tracé initial de l'ancienne RN 25 (actuelle RD 925) et est facilement accessible depuis l'autoroute A28. Le village est traversé par les routes départementales 80 (axe Tours-en-Vimeu - Arrest) et 65 (axe Aigneville - Saigneville), cette dernière dans le hameau de Frireulles
En 2019, la localité est desservie par la ligne d'autocars no 21 (Vismes - Abbeville)  du réseau Trans'80, Hauts-de-France, les jours du marché d'Abbeville, le mercredi et le samedi.

## Toponymie
Acheux-en-Vimeu est attesté sous les formes Asseium et Aisseu en 1146, Asseu en 1186, Aissieu en 1244 et 1290, Aysseu en 1301.

Dauzat et Rostaing suggèrent le latin apiosum (comprendre son reflex roman) « lieu planté d'aches », des plantes aux fleurs blanches parentes de la carotte sauvage.
Le Vimeu est une région naturelle de France, située dans l'ouest de la Picardie et délimitée par deux vallées, celle de la Bresle au sud  et celle de la Somme au nord.
Zoteux (Les Auteux 1230 , Altaria 1243, Les Autieus 1273) résulte de l'altération d'autel (par aphérèse et agglutination de l'article défini pluriel), mot que l'on retrouve dans de nombreux Les Authieux de Normandie.

## Histoire

### Préhistoire

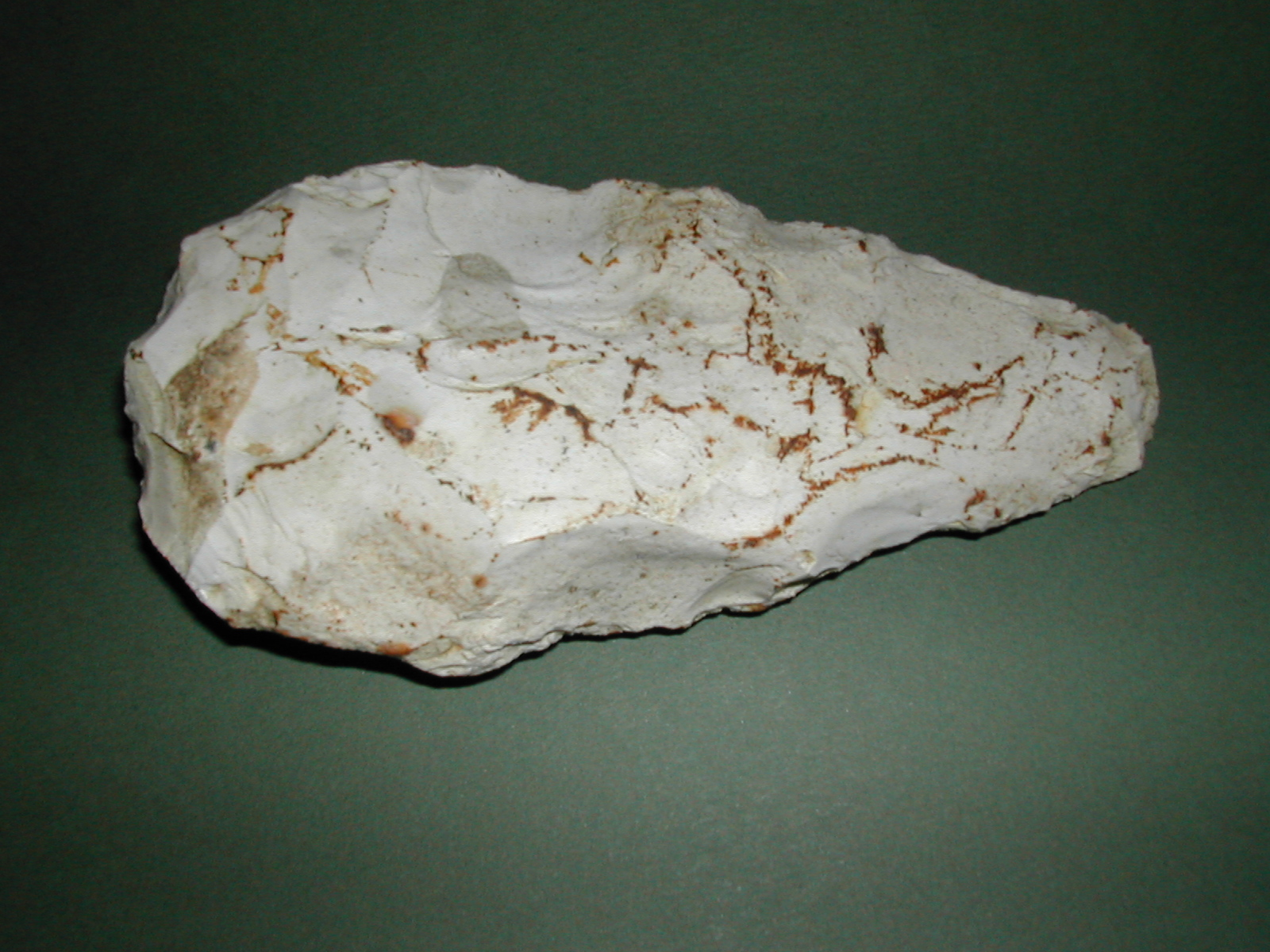
Silex taillé du paléolithique (Ochancourt-en-Vimeu).

De nombreux vestiges paléolithiques ou néolithiques (haches de silex, pointes de flèches, percuteurs), retrouvés sur le territoire de la commune, notamment sur le plateau derrière le bois de Zoteux, prouvent l'implantation très ancienne des hommes sur ce territoire riche en silex.

### Antiquité
Plusieurs villas gallo-romaines ont été détectées par archéologie aérienne, l'une d'entre elles se situait entre la vallée de Frireulle et les « Grands Riots ».

### Moyen Âge
À la limite du territoire de Frières et de Miannay, on peut encore admirer ce qui ressemble à une croix de délimitation du finage d'une grande villa carolingienne. Cette croix a été reproduite en aquarelle dans la collection Prarond consultable à la bibliothèque municipale d'Abbeville.
Selon certains auteurs du XIXe siècle, Acheux-en-Vimeu serait la patrie de Pierre l'Ermite (1050-115), religieux qui prêcha la première croisade,. Il convient peut-être cependant de prendre des précautions avec cette affirmation qui ne repose que sur une démonstration toponymique.
D'après le chroniqueur Jean Le Bel, les troupes d'Édouard III seraient parties pour la bataille de Crécy le 22 août 1346, depuis Acheux-en-Vimeu. Elles campent là et ravagent alors le pays de Vimeu.

### Époque moderne
À la fin du XVIe siècle, le meunier d'Acheux, Jean Martel, ainsi que le meunier de Feuquières, Nicolas le Mangnier, sont invités par la municipalité d'Amiens à faire part de leur expertise en matière d'engrenages pour la construction de moulins à vent sur les remparts de la ville. Le Vimeu est alors comme aujourd'hui riche en ressources éoliennes, l'ancienneté de l'exploitation de la ressource est soulignée par la survie du beau moulin de Saint-Maxent tout proche, datant du XVIe siècle.
Acheux dépendait au XVIIIe siècle de trois seigneuries :
- celle du marquis de Valanglart,
- à Zoteux, celle de la commanderie d'Oisemont,
- et celle de l'écuyer seigneur de Frireulles[28].

Les registres paroissiaux d'Acheux sont  consultables sur le site des archives départementales d'Amiens. Ceux qui concernent la période 1724-1764, tenus par Manier, curé d'Acheux, fils d'un laboureur de Nibas, rassemblent par exemple 739 actes de baptêmes, 176 actes de mariages et  521 actes de décès (sans compter les décès ayant eu lieu de 1746 à 1764 consignés dans un registre à part). D'émouvants fonts baptismaux datant de la seconde moitié du XVIIe siècle conservés dans l'église Sainte Marie-Madeleine donnent à voir une scène de sortie de baptême avec distribution de dragées qui évoquent les cérémonies du « parrain sec » auxquelles présidait ledit Manier.
On compte alors entre 165 et 170 feux à Acheux mais seulement 25 personnes représentent les habitants dans le cadre de l'assemblée villageoise. Ce sont elles qui rédigent les cahiers de doléances : un cultivateur et notaire royal, le syndic, dénommé Jacques Eloy Duminil, une dizaine de laboureurs, deux marchands de laine et de moutons, un serrurier et neuf tisserands et ménagers. Les députés aux États Généraux s'appellent Théodose Anquier et Jean-François Boinet.
Parmi les notables du village, outre le noble (absent car aux armées) et le notaire royal, on comptait le curé (l'un de ceux qui précédait Manier, Noël Baron, avait été assassiné par un aristocrate de la famille des Tillette d'Acheux), les six meuniers (dont Sébastien Buteleux, meunier banal qui se remarie deux fois et élève une nombreuse progéniture) et une trentaine de familles de marchands-laboureurs (27 % de la population) aux fortunes variées. L'assise sociale de Manier se lit dans le fait qu'il fut ainsi à la fois parrain d'enfants de laboureurs et de meuniers et de nombreuses fois témoins au décès d'aristocrates, de charrons et de laboureurs ainsi que de domestiques. D'après Albert Demangeon, dans la paroisse, en 1783, seul le curé brûlait du bois dans sa chambre.

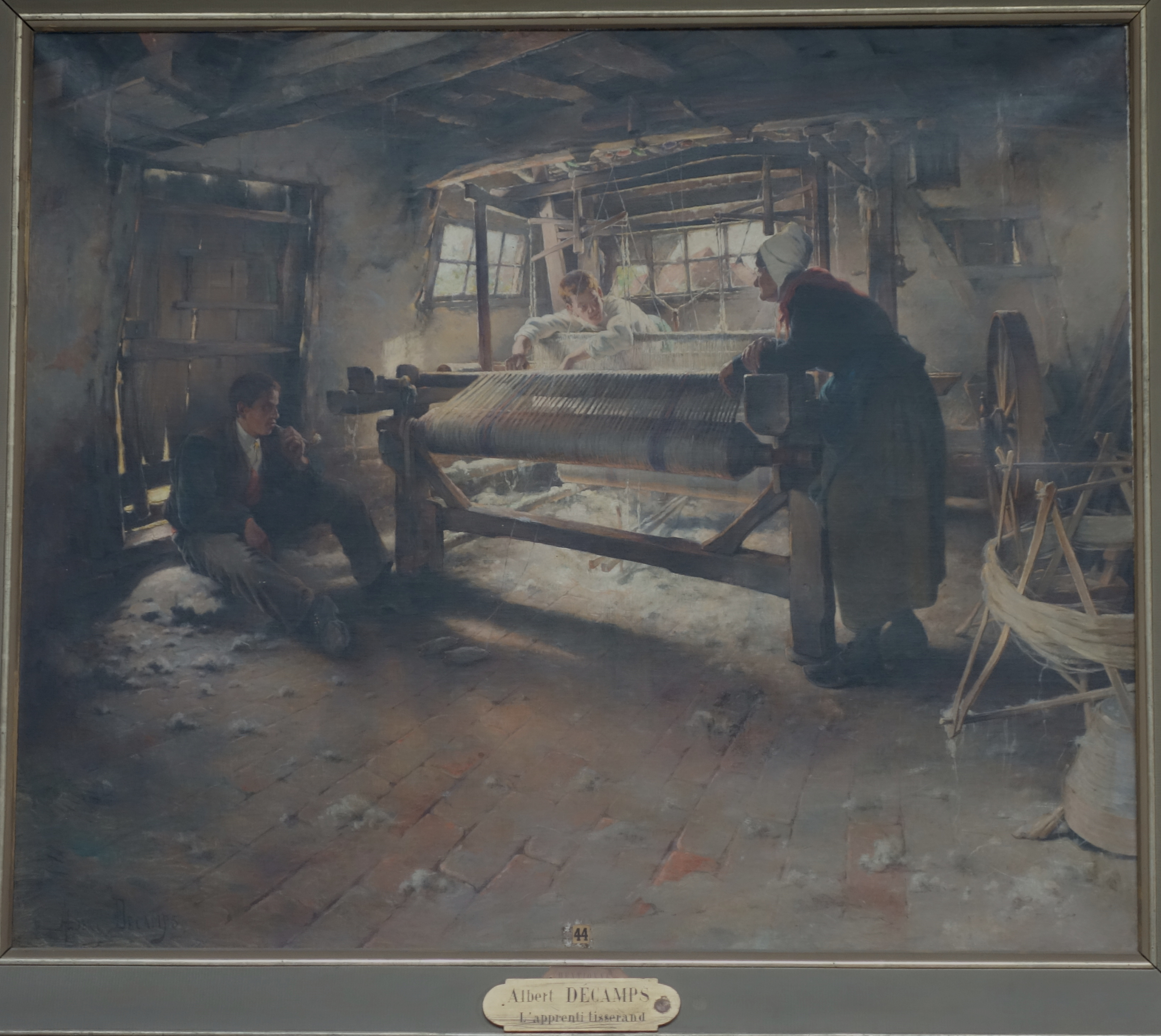
L'apprenti tisserand du Vimeu par Albert Decamps (1861-1908).
Le peintre réaliste témoigne ici de l'apprentissage des enfants dès l'âge de 10 ans et de la transmission des savoir-faire entre générations. Noter l'évolution du sens du confort depuis le XIXe siècle lisible dans l'attitude du père de famille fumant la pipe assis près du sol.

Acheux était à cette époque majoritairement un village de tisserands (55 %) mais on y note la présence de divers artisans : tailleurs, cordonniers, charrons, maréchal-ferrant, tonneliers, boulanger. Un tableau du musée d'Abbeville acquis à la fin du XIXe siècle, décrivait un intérieur domestique tisserand :
« L'apprenti tisserand, Toile Hauteur 1m15 Largeur 1m40. Intérieur d'un modeste atelier de tisserand de campagne dans le Vimeu. Un jeune homme, tête nue, en bras de chemise, est penché sur son métier où il s'appuie des deux mains ; il tourne la tête du côté d'une vieille femme, vue de profil effacé, portant des lunettes et qui, les mains posées sur la trame du métier, paraît lui donner des conseils. La partie de l'atelier où se trouve l'apprenti est baignée par une lumière intense qui vient de deux fenêtres en largeur,l'une sur le côté, l'autre dans le fond. À droite, près de la femme, on voit un ancien rouet de bobineuse, à gauche, un homme est assis fumant sa pipe le dos appuyé contre la porte dont les ais mal joints laissent filtrer des jets de lumière qui se projettent sur le sol. Salon de 1896 (n°431) Acquis par le Conseil d'administration du musée Boucher de Perthes, 1900. »
La transcription d'un acte de mariage de 1736 ouvre une petite fenêtre sur les  grands jours de ces  tisserands anonymes :
« L'an mille sept cent trente six, le samedi premier jour du mois de Décembre par moi, curé d'Acheux, soussigné, ont été solennellement mariés Monsieur Mathieu Friville, tisserand, agé de 36 ans, du hameau de Frireulle de cette paroisse veuf de défunte Marie Antoinette Forestier d'une part, et Marie Charlotte Dupont agée de vingt-huit ans demeurant à Hamicourt, paroisse de Huppy, fille de François Dupont, maçon et d'Adrienne Blévien la femme, d'autre part, après que les bans ont été publiés en cette Eglise et celle dudit Huppy sans aucune empêchement ny opposition et les fiançailles célébrées en présence de François Friville, d'Antoine Dufossé frère et beau frère dudit marié, dudit François Dupont, père de la dite mariée et de Pierre Dupont, frère, lesquelles ont déclaré ne savoir escrire et fait leur marque hors lesdits mariés, Antoine Dufossé et ledit Pierre Dupont qui ont signé avec nous ci-dessous avec la permission de Monsieur le Curé de Huppy. »
Signé : Manier, curé d'Aqueux. Matthieu Friville, marque de la dite Dupont, Antoine Dufossé, François Dupont, Pierre Dupont, marque de François Friville.
Mathieu Friville est donc veuf à 36 ans, sa première femme est, elle, morte en couches comme cela arrivait fréquemment. Il se remarie  immédiatement car la maisonnée ne peut fonctionner sans une épouse qui soigne les enfants (comme l'on dit) et travaille elle aussi probablement en filant. La nouvelle épousée est choisie dans un village proche car on ne se marie guère alors à plus d'une dizaine de kilomètres de chez soi. On note aussi que tout le monde ne sait pas écrire dans cette famille et se pose ici la question de l'enseignement primaire donné dans la paroisse, probablement par le curé, en échange d'une obole que tous ne peuvent payer.
On ne compte à Acheux en Vimeu au milieu du XVIIIe siècle que quatre serruriers, faible proportion comparativement aux villages proches de Feuquières ou de Fressenneville par exemple, qui produisent les serrures envoyées chez les marchands parisiens. C'est que les serrures fabriquées dans ce village ne sont pas de grandes qualités et ne sont pas exportées vers Paris comme celles que décrit l'inspecteur de Manufacture Bonnot à la fin du XVIIIe siècle, mais plutôt vers Rouen et au-delà vers le Canada. Dans l'atelier des Creusel travaillaient trois hommes adultes, dans celui des Boinet, deux seulement. Une photographie d'Albert Demangeon, en 1905, donne à voir ce qu'était un tel atelier avec ses cassis (fenêtres à petits carreaux ouvertes sur la rue).
En 1768, la fabrique du village procède à la levée d'un plan de l'église Sainte-Marie-Madeleine afin de procéder à des réparations et décide de faire abattre la chapelle de la Vierge qui tombe en ruine et qui se trouvait à côté de la tour ronde abritant l'escalier menant au clocher.

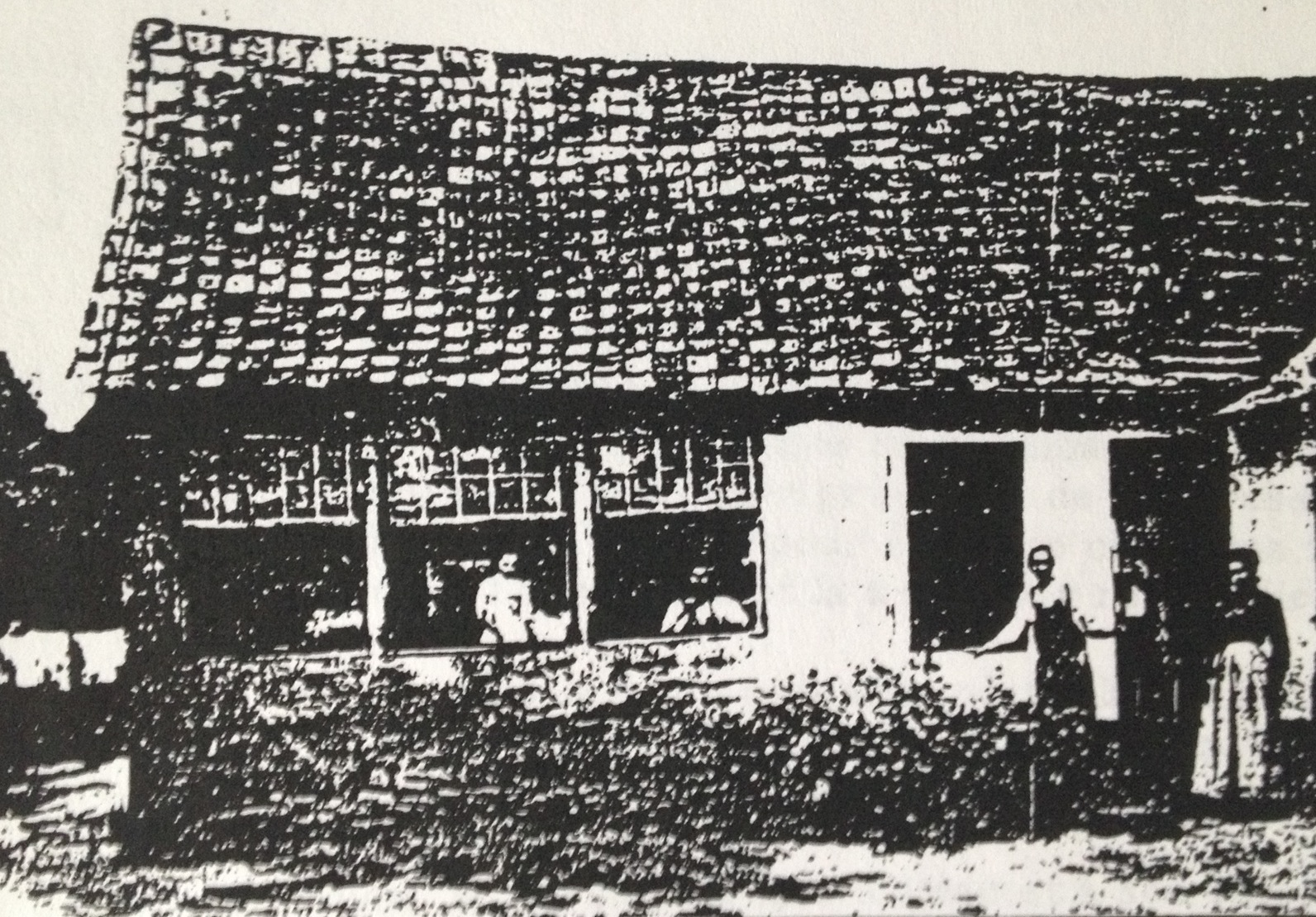
Atelier de serruriers à Feuquières en Vimeu avec ses « cassis », d'après Albert Demangeon, La Picardie, 1905.

### Époque contemporaine

#### Révolution française
En 1789, les cahiers de doléances d'Acheux, rédigés par la communauté villageoise probablement sous la plume du notaire, donnent une idée du ressenti de la pression fiscale par la population.
Cahier des doléances, plaintes et remontrances des habitants en communauté de la paroisse d'Acheux en Vimeu.
Jusqu'ici nous sommes à la merci de la puissance des privilégiés, intéressés aux abus exercés sur la faiblesse ; sous le joug de l'égoïsme, de l'esprit de corps, de la dureté, paresse des juges des cours souveraines et d'attribution, de la rapacité de leurs secrétaires et de la chicane, sous le despotisme des interprétations, des exactions de toutes espèces en impôts. Ce n'est plus la loy, ce sont des arrêts des décisions du Conseil, surtout celles de la cupidité de la compagnie financière, commettans des armées d'employés et de commis pour les exécuter. Les exactions des plus habiles concussionnaires y procurent l'avancement et impunément le faste insultant de la misère publique.
Impositions directes, indirectes et autres charges publiques.
Tailles, accessoires, capitations, corvées, sel ou gabelle, vingtième, contrôles, insinuations de toutes espèces, centième, demi-centième, franc-fiefs, les dix sols par livre sur tout, droits de greffes des juridictions royales, parchemin, papier timbré, aides, trop bu, traites ou douanes, marque des cuirs et argenteries, milices, droits sur les bestiaux, grains et sur toutes les denrées, aux entrées et marchés, huissiers, priseurs, vendeurs, constructions de presbytère et de casernes de la maréchaussée, dîmes ecclésiastiques, enfin, tout est tarifé jusqu'à l'exercice   de notre religion sainte, pour prières, messes, mariages, baptêmes et enterrements, outre les dîmes de sang et autres. Telle est en abrégé la multiplicité effrayante des entraves, des impôts et charges qui nous accablent.
Délibéré et rédigé en notre assemblée, en conformité du procès-verbal d'aujourd'hui, vingt mars mil sept cent quatre vingt neuf, et signé par ceux qui savent signer des dénommés audit procès-verbal, lesdits jour et an.
Signé : Charles Bertel, Pierre-François Ducastelle, Paquez Duminille, Jean-François Boinet, Jean-Baptiste Boudinel, Pierre Alexandre Croizet, Pruvôt, Jean-Louis Mautort, Alexi Haudréchy, Charles-Antoine Tavernier, Bénony Haudréchy, Jean Friville, Jean-Charles Moncheux, Nicolas Boinet, Basil Boucher, François Pruvost, Louis-François Amplement, Pierre Moncheux, Charles Pourvilent, Anquier, Duminil, sindic, Delahaye, Philbert Vasseur.
Procès-verbal
Comparants :Jean-Baptiste Arcade, Théodose Anquier, cultivateur et notaire royal, Jacques-Josse Prévôt, Jacques Eloy Duminil, syndic, Charles Bertel,Charles-François Delahaye, Pierre-François Ducastel, Charles Antoine, Paquez Duminil, Jean-François Boinet, Jean-Baptiste Boudinel, Pierre-Alexandre Croisel, Jean-Louis Mautort, laboureurs, Alexis Haudrechy et Benony Haudrechy, marchands de laines et de moutons, Charles Antoine Tavernier, Jean Friville, Jean-Charles Monchaux, Nicolas Boinet, Basile Boucher, François Pruvôt, Pierre Monchaux, Charles Pourvilin, tisserands et ménagers, Louis François Amplement,serrurier, Pierre Philibert Vasseur, tisserand.
Députés : Théodose Anquier , Jean François Boinet.

#### XIXesiècle
En 1817 est réalisé le cadastre napoléonien,.

#### Première Guerre mondiale

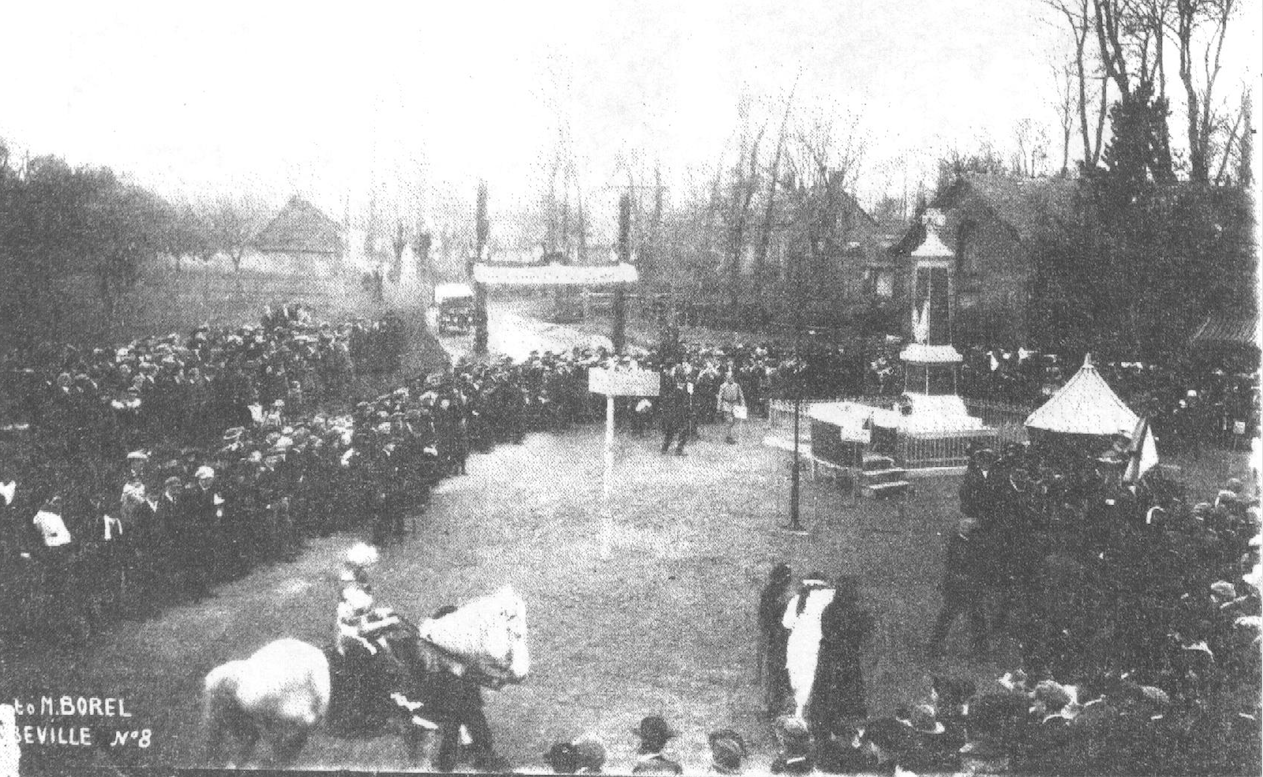
Inauguration du monument aux morts d'Acheux en avril 1922, au premier rang Jeanne d'Arc et les trois couleurs, carte postale, collection privée.

Pendant la Première Guerre mondiale, Acheux se trouvait bien en arrière du front mais le Vimeu abritait des troupes du Commonwealth anglais, des troupes d'Indiens étaient logées dans le village ainsi que leurs officiers, mais eux dormaient dans les maisons les plus cossues. Le village paya un large coût aux diverses offensives de la première guerre mondiale, ce dont témoigne le monument aux morts sur la place du village. Celui-ci fut érigé sur souscription en 1921 à la demande du maire, monsieur Tavernier. 7 100 francs furent réunis par une population qui se sentait massivement impliquée par son devoir de mémoire.
Grâce à un photographe d'Abeville, monsieur Borel, qui se déplaça en 1922, quelques images subsistent de la cérémonie  inaugurale du 9 avril. Une Jeanne d'Arc en armure, symbole héroïque pour la Troisième République, et trois jeunes filles habillées aux couleurs de la France menaient le cortège. Le député prononça un beau discours devant des bourgeois en chapeaux et redingotes et des ouvriers en casquettes.

#### Seconde Guerre mondiale
Pendant la Seconde Guerre mondiale, les troupes allemandes arrivent dans le village fin mai 1940. Une section SS est stationnée à Acheux et s'occupe notamment de faire lever dans le pays grâce au travail forcé des asperges de Rommel, c'est-à-dire des pieux empêchant les avions anglais d'atterrir. Les troupes Nazi logent dans le groupe scolaire situé alors près du cimetière actuel ainsi que dans des étables aménagées. Les officiers, eux, sont hébergés chez l'habitant et la Kommandantur est située dans une maison particulière sur la place. Dans le clocher de l'église, on peut encore déchiffrer les graffitis laissés par un soldat en faction.
Un train militaire allemand déraille en 1943, par faits de résistance, sur la ligne Abbeville - Eu, au niveau d'un pont à Frireulles. De lourdes pertes subies par l'occupant ont fait craindre des représailles. Le 2 septembre 1944, après quatre ans d'occupation, les nazis s'enfuient face à l'avance des alliés. Une division canadienne entre dans le village avec quelques blindés et est reçue à bras ouverts par la population.

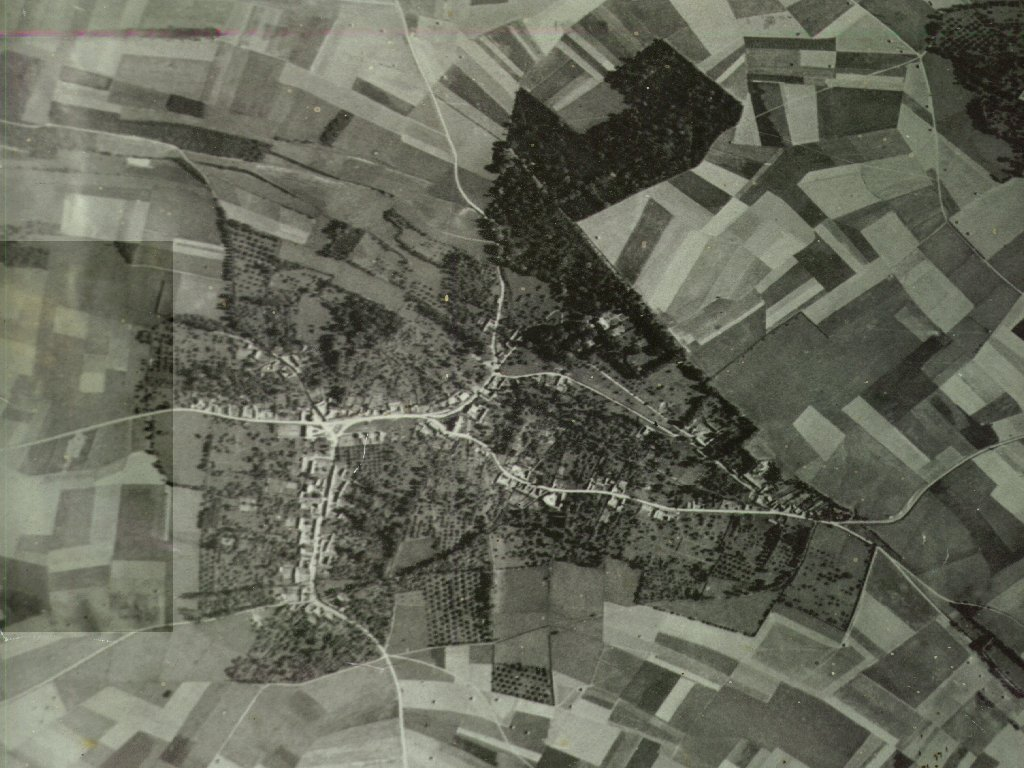
Acheux-en-Vimeu, en 1947, avant le remembrement.

## Politique et administration

### Tendances politiques et résultats
Sources : politologue.com ; ouest-france.fr ; lexpress.fr ; politiquemania.com ; Ministère de l'Intérieur

#### Élection présidentielle

##### 1ertour
| Année | Candidat | Candidat             | Candidat | Candidat | Candidat               | Candidat | Candidat | Candidat               | Candidat | Population                |
| ----- | -------- | -------------------- | -------- | -------- | ---------------------- | -------- | -------- | ---------------------- | -------- | ------------------------- |
| 1995  |          | Lionel Jospin PS     | 29,89 %  |          | Robert Hue PCF         | 16,09 %  |          | Jacques Chirac RPR     | 14,08 %  | 409 inscrits 348 exprimés |
| 2002  |          | Lionel Jospin PS     | 22,02 %  |          | Jacques Chirac RPR     | 17,74 %  |          | Jean Saint-Josse CPNT  | 17,43 %  | 420 inscrits 327 exprimés |
| 2007  |          | Ségolène Royal PS    | 31,83 %  |          | Nicolas Sarkozy UMP    | 21,22 %  |          | Jean-Marie Le Pen FN   | 12,73 %  | 436 inscrits 377 exprimés |
| 2012  |          | François Hollande PS | 33,52 %  |          | Nicolas Sarkozy UMP    | 21,69 %  |          | Marine Le Pen FN       | 19,72 %  | 405 inscrits 355 exprimés |
| 2017  |          | Marine Le Pen FN     | 33,13 %  |          | Jean-Luc Mélenchon LFI | 22,09 %  |          | Emmanuel Macron EM     | 17,31 %  | 411 inscrits 335 exprimés |
| 2022  |          | Marine Le Pen RN     | 36,58 %  |          | Emmanuel Macron LREM   | 22,82 %  |          | Jean-Luc Mélenchon LFI | 15,1 %   | 390 inscrits 298 exprimés |

##### 2dtour
| Année | Candidat | Candidat             | Candidat | Candidat | Candidat             | Candidat | Population                |
| ----- | -------- | -------------------- | -------- | -------- | -------------------- | -------- | ------------------------- |
| 1995  |          | Lionel Jospin PS     | 60,12 %  |          | Jacques Chirac RPR   | 39,88 %  | 409 inscrits 341 exprimés |
| 2002  |          | Jacques Chirac RPR   | 81,82 %  |          | Jean-Marie Le Pen FN | 18,18 %  | 420 inscrits 308 exprimés |
| 2007  |          | Ségolène Royal PS    | 55,95 %  |          | Nicolas Sarkozy UMP  | 44,05 %  | 436 inscrits 370 exprimés |
| 2012  |          | François Hollande PS | 58,13 %  |          | Nicolas Sarkozy UMP  | 41,87 %  | 405 inscrits 332 exprimés |
| 2017  |          | Marine Le Pen FN     | 53,65 %  |          | Emmanuel Macron EM   | 46,35 %  | 411 inscrits 274 exprimés |
| 2022  |          | Marine Le Pen RN     | 60,93 %  |          | Emmanuel Macron LREM | 39,07 %  | 390 inscrits 279 exprimés |

#### Élections législatives

##### 1ertour
| Année | Candidat | Candidat               | Candidat | Candidat | Candidat               | Candidat | Candidat | Candidat                  | Candidat | Population                |
| ----- | -------- | ---------------------- | -------- | -------- | ---------------------- | -------- | -------- | ------------------------- | -------- | ------------------------- |
| 1997  |          | Vincent Peillon PS     | 32,84 %  |          | Jérôme Bignon RPR      | 31,95 %  |          | Jacques Pecquery PCF      | 14,79 %  | 417 inscrits 338 exprimés |
| 2002  |          | Vincent Peillon PS     | 39,82 %  |          | Jérôme Bignon UMP      | 33,33 %  |          | Nicolas Lottin CPNT       | 13,86 %  | 420 inscrits 339 exprimés |
| 2007  |          | Vincent Peillon PS     | 40,85 %  |          | Jérôme Bignon UMP      | 35,95 %  |          | Nathalie Huiart CPNT      | 7,52 %   | 434 inscrits 306 exprimés |
| 2012  |          | Jean-Claude Buisine PS | 38,57 %  |          | Jérôme Bignon UMP      | 29,29 %  |          | Nathalie Huiart FN        | 11,07 %  | 406 inscrits 280 exprimés |
| 2017  |          | Emmanuel Maquet LR     | 20,61 %  |          | Patricia Chagnon FN    | 20,18 %  |          | Bruno Mariage LREM        | 19,74 %  | 413 inscrits 228 exprimés |
| 2022  |          | Nicolas Lottin RN      | 26,92 %  |          | Arnaud Petit PCF-NUPES | 25,96 %  |          | Emmanuel Maquet LR        | 21,15 %  | 391 inscrits 208 exprimés |
| 2024  |          | Matthias Renault RN    | 50,19 %  |          | Emmanuel Maquet LR     | 23,42 %  |          | Léon Deffontaines PCF-NFP | 19,33 %  | 269 exprimés              |

##### 2dtour
| Année | Candidat | Candidat               | Candidat | Candidat | Candidat           | Candidat | Population                |
| ----- | -------- | ---------------------- | -------- | -------- | ------------------ | -------- | ------------------------- |
| 1997  |          | Vincent Peillon PS     | 57,44 %  |          | Jérôme Bignon RPR  | 42,56 %  | 417 inscrits 336 exprimés |
| 2002  |          | Vincent Peillon PS     | 54,04 %  |          | Jérôme Bignon UMP  | 45,96 %  | 420 inscrits 322 exprimés |
| 2007  |          | Vincent Peillon PS     | 54,72 %  |          | Jérôme Bignon UMP  | 45,28 %  | 434 inscrits 318 exprimés |
| 2012  |          | Jean-Claude Buisine PS | 55,7 %   |          | Jérôme Bignon UMP  | 44,3 %   | 406 inscrits 298 exprimés |
| 2017  |          | Emmanuel Maquet LR     | 61,24 %  |          | Bruno Mariage LREM | 38,76 %  | 413 inscrits 178 exprimés |
| 2022  |          | Nicolas Lottin RN      | 50,8 %   |          | Emmanuel Maquet LR | 49,2 %   | 391 inscrits 187 exprimés |
| 2024  |          | Matthias Renault RN    | 53,26 %  |          | Emmanuel Maquet LR | 46,74 %  | 261 exprimés              |

### Liste des maires
| Période                                  | Période                       | Identité            | Étiquette | Qualité                                                            |
| ---------------------------------------- | ----------------------------- | ------------------- | --------- | ------------------------------------------------------------------ |
| Les données manquantes sont à compléter. |                               |                     |           |                                                                    |
| 1935                                     | 1945                          | Georges Cossart     | SFIO      | Cultivateur Conseiller de l'arrondissement d'Abbeville (1937-1940) |
| en cours en 1955                         |                               | François de Santeul |           |                                                                    |
| 1960                                     | 1978                          | Marcel Bonvallet    | PCF       | Instituteur                                                        |
| Les données manquantes sont à compléter. |                               |                     |           |                                                                    |
| mars 1983                                | 2001                          | Jean Mabille        | PS        | Agriculteur                                                        |
| mars 2001                                | 2008                          | Déric Hollier       |           |                                                                    |
| mars 2008                                | mai 2020                      | Bruno Bouvet        |           | Agriculteur                                                        |
| mai 2020                                 | En cours (au 2 décembre 2020) | Jean-Charles Martel |           | Agriculteur Vice-président de la CC du Vimeu Vert[Quand ?]         |

## Population et société

### Démographie
L'évolution du nombre d'habitants est connue à travers les recensements de la population effectués dans la commune depuis 1793. Pour les communes de moins de 10 000 habitants, une enquête de recensement portant sur toute la population est réalisée tous les cinq ans, les populations de référence des années intermédiaires étant quant à elles estimées par interpolation ou extrapolation. Pour la commune, le premier recensement exhaustif entrant dans le cadre du nouveau dispositif a été réalisé en 2005.

En 2022, la commune comptait 498 habitants, en évolution de −5,68 % par rapport à 2016 (Somme : −1,26 %, France hors Mayotte : +2,11 %).
| 1793 | 1800 | 1806 | 1821 | 1831  | 1836  | 1841 | 1846 | 1851 |
| ---- | ---- | ---- | ---- | ----- | ----- | ---- | ---- | ---- |
| 821  | 818  | 969  | 929  | 1 003 | 1 010 | 946  | 978  | 964  |

| 1856  | 1861  | 1866  | 1872  | 1876  | 1881 | 1886 | 1891 | 1896 |
| ----- | ----- | ----- | ----- | ----- | ---- | ---- | ---- | ---- |
| 1 010 | 1 061 | 1 058 | 1 011 | 1 005 | 923  | 918  | 883  | 875  |

| 1901 | 1906 | 1911 | 1921 | 1926 | 1931 | 1936 | 1946 | 1954 |
| ---- | ---- | ---- | ---- | ---- | ---- | ---- | ---- | ---- |
| 926  | 811  | 694  | 634  | 679  | 614  | 605  | 523  | 570  |

| 1962 | 1968 | 1975 | 1982 | 1990 | 1999 | 2005 | 2006 | 2010 |
| ---- | ---- | ---- | ---- | ---- | ---- | ---- | ---- | ---- |
| 579  | 543  | 538  | 537  | 527  | 503  | 503  | 498  | 528  |

| 2015 | 2020 | 2022 | - | - | - | - | - | - |
| ---- | ---- | ---- | - | - | - | - | - | - |
| 528  | 502  | 498  | - | - | - | - | - | - |

### Enseignement
Le regroupement scolaire Acheux-Tœufles compte 67 enfants pour l'année 2015-2016 dont 15 enfants de Tœufles.
Acheux héberge une classe de 25 enfants de la petite à la grande section et une autre de 18 élèves du CP au CE1.
Tœufles accueille 24 élèves dans une seule classe.

## Culture locale et patrimoine

### Lieux et monuments

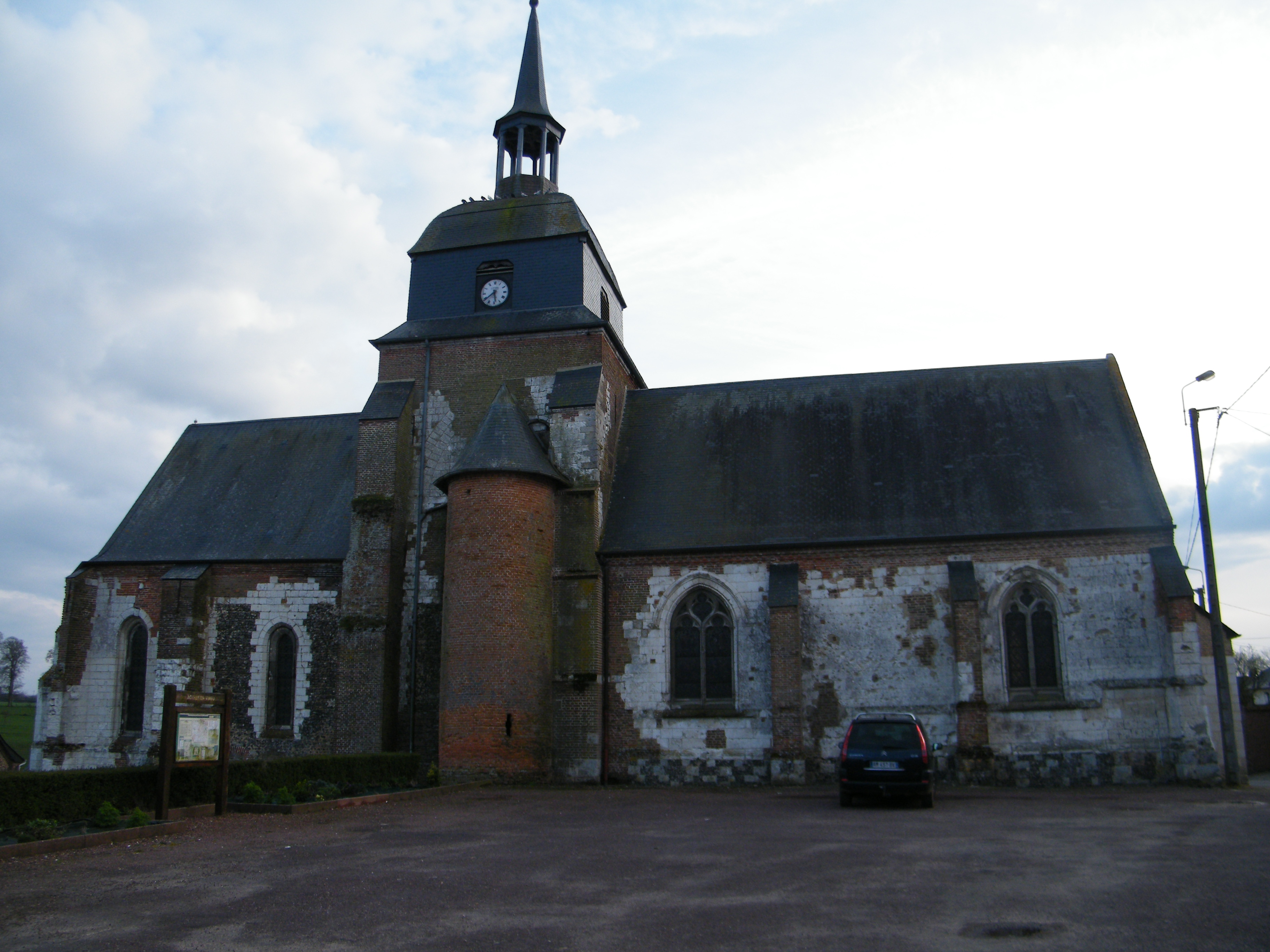
Église Sainte-Marie-Madeleine.

- Église Sainte-Marie-Madeleine, une des plus anciennes églises du Vimeu. Le chœur date du XIIIe siècle, la nef, reconstruite au XVe siècle, est dotée de fenêtres en tiers-point, la chaire est d'époque Louis XV, les fonts baptismaux d'époque Louis XVI.

- Pigeonnier médiéval à Zoteux (complètement disparu).
- Château, construit sur les ruines de l'ancien. Construit à la fin du XVIIe siècle, il fut la résidence de messire Gédéon seigneur dès 1645 d'après Prarond. En 1688, il abrite Tillette d'Acheux qui « trucide son curé ». Il passe ensuite dans la propriété du marquis de Valanglart, le seigneur de Moyenneville[54].
- Croix de pierre de Frière, supposée d'époque carolingienne.
- Tombes du Commonwealth.

- Chapelle funéraire, en direction de Tœufles. C'est la sépulture de la famille Anquier de Saint-Martin qui fut propriétaire du château voisin[55].
- Oratoire à Frières, portant la date de 1880[54].
- Chapelle du Saint-Esprit, de Frireulles, datant du XVIIe siècle, avec des pierres funéraires de 1656[56],[54].
- Chapelle Saint-Fiacre de Zoteux, récemment restaurée[C'est-à-dire ?] et où ont lieu, régulièrement, des expositions, grâce notamment à l'action de l'association picarde « À la Croisée des Chemins ». L'existence de l'édifice date de 1273, alors partie d'un cloître[54].
- La randonnée des Auteux, entretenue par la communauté de communes conduit les promeneurs sur 7,5 km dans la campagne environnante à Zoteux, drainée par la Trie[57].

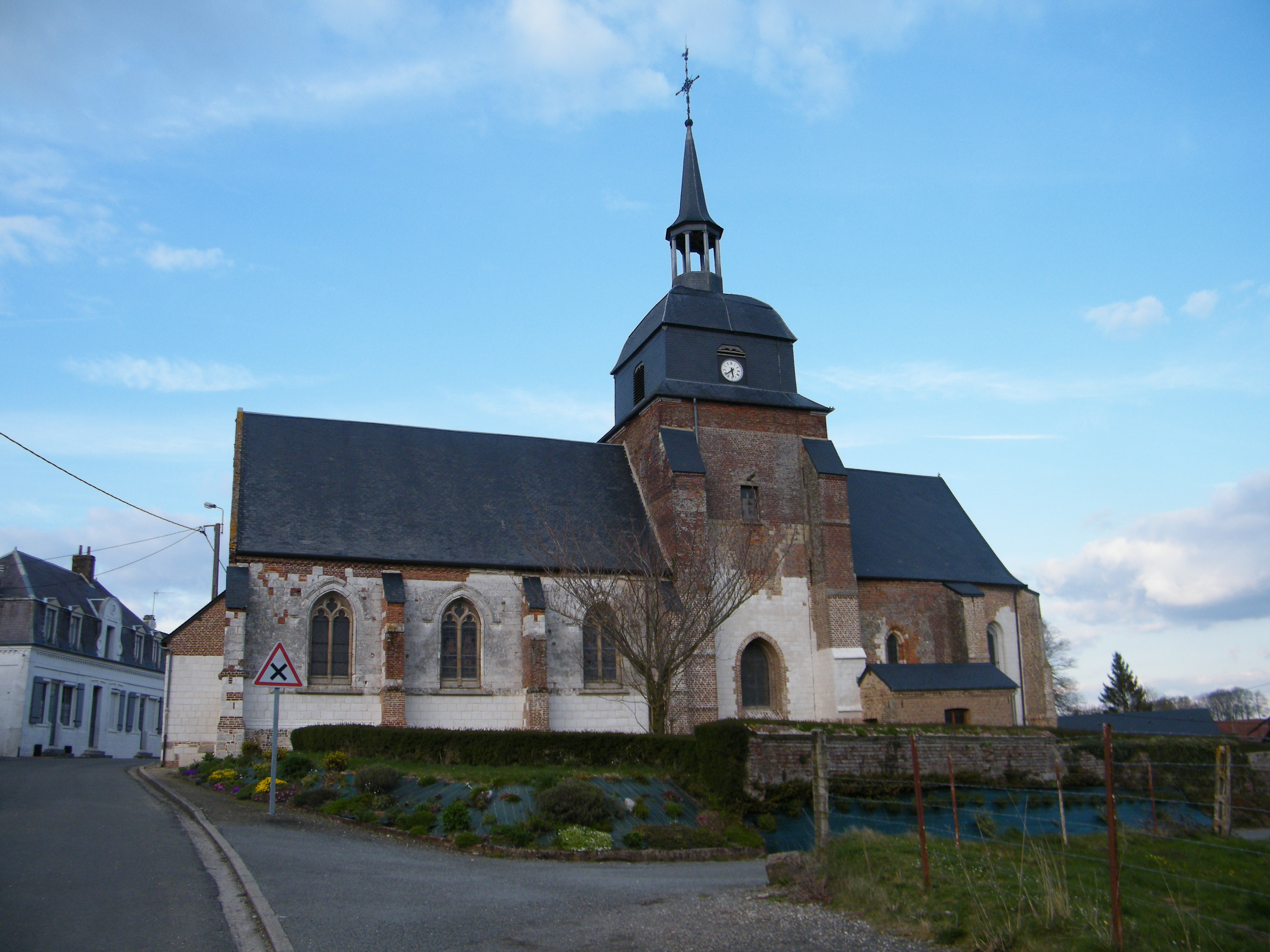
L'église, côté sud.
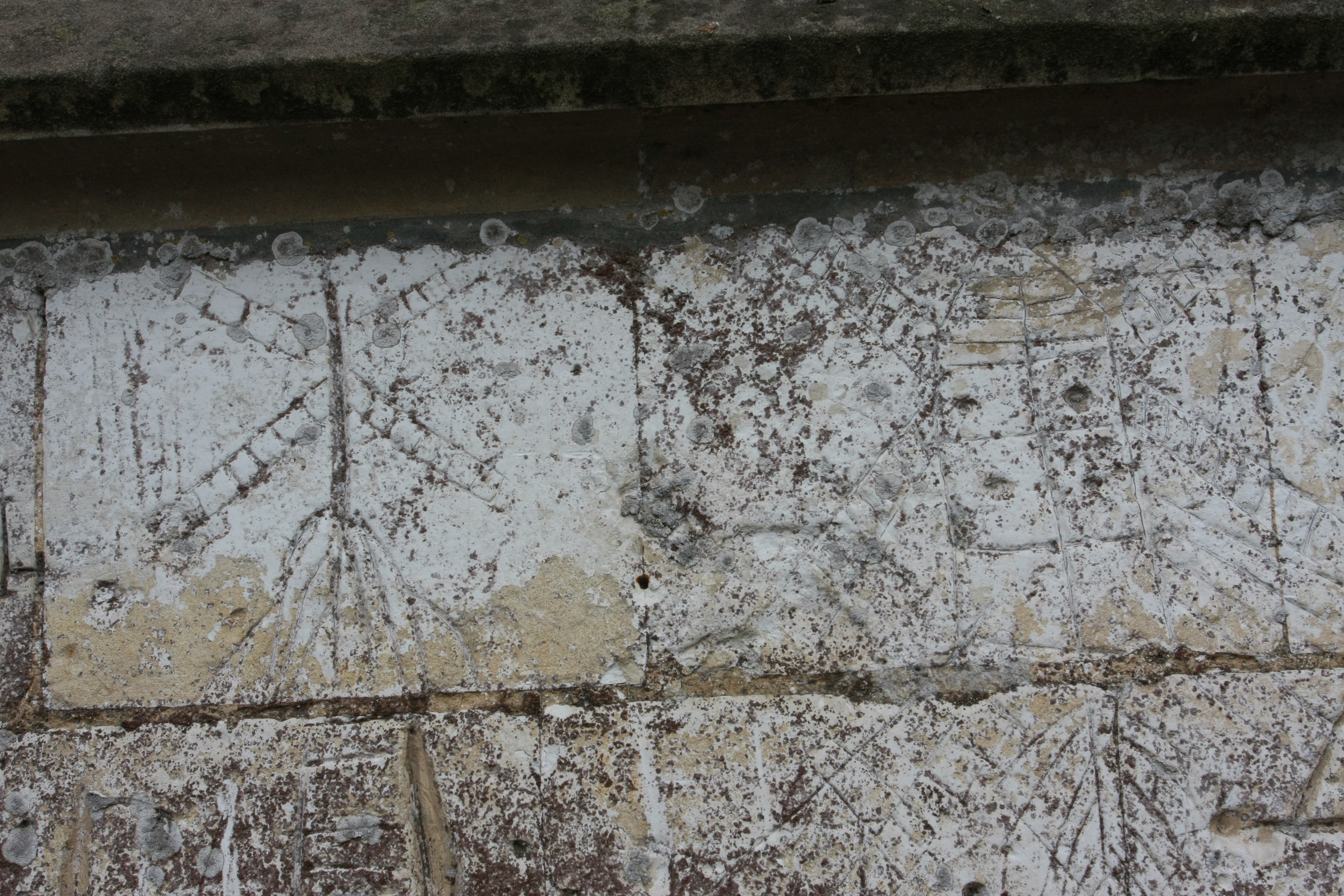
Graffiti représentant un moulin à vent du Vimeu (XVIe – XVIIIe siècles), église Marie-Madeleine
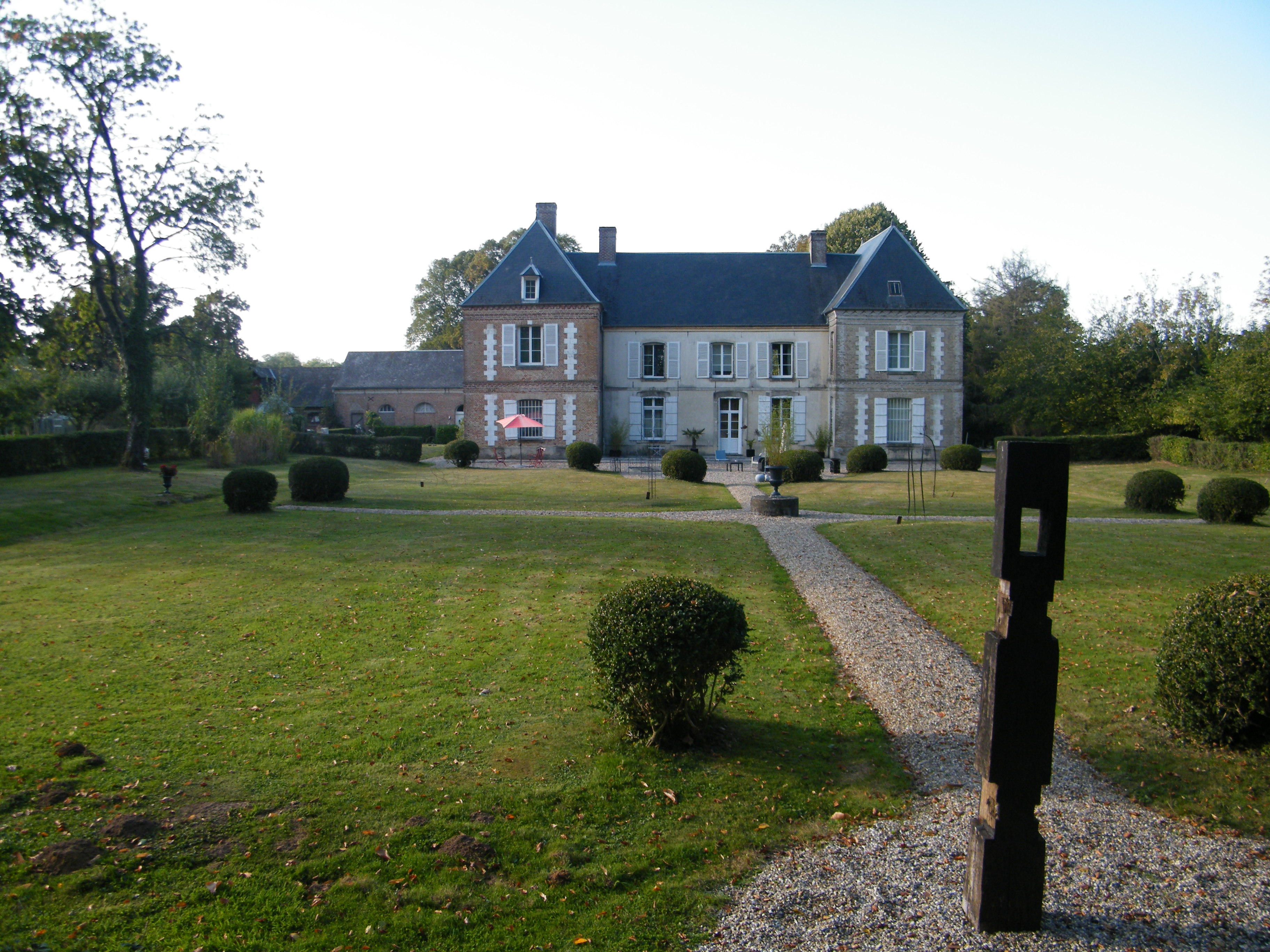
Le château
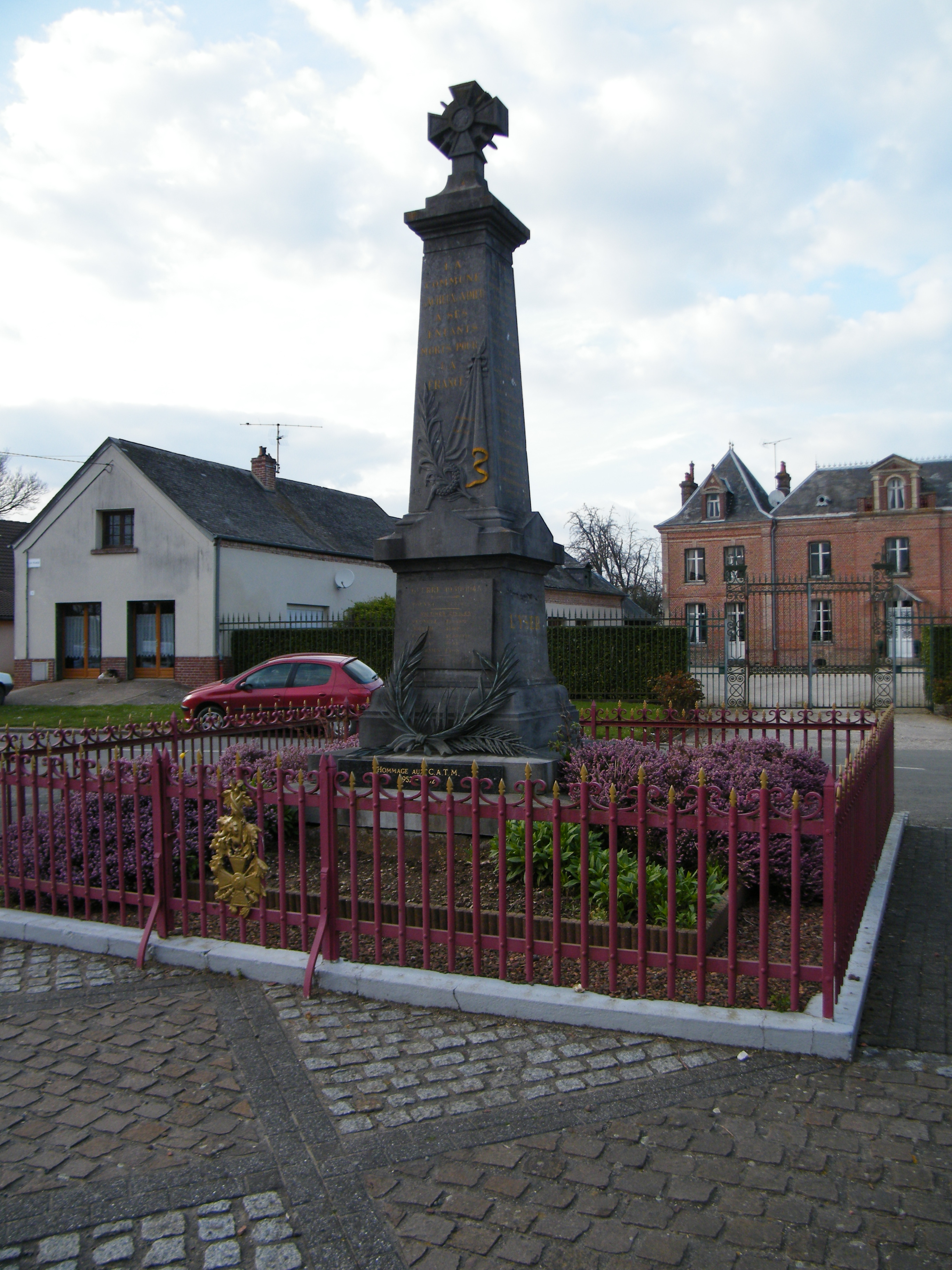
Le monument aux morts.
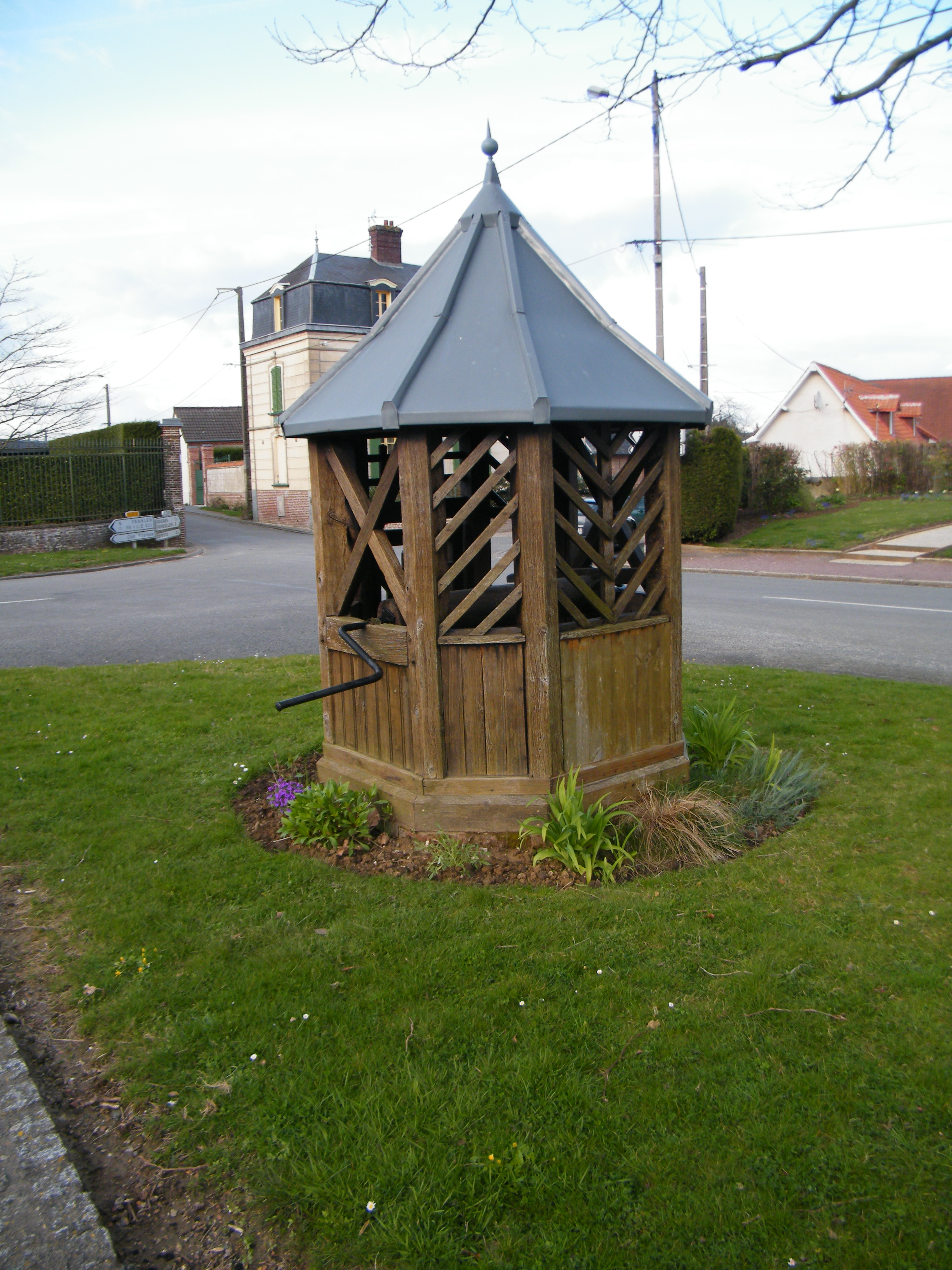
Puits patrimonial reconstitué.
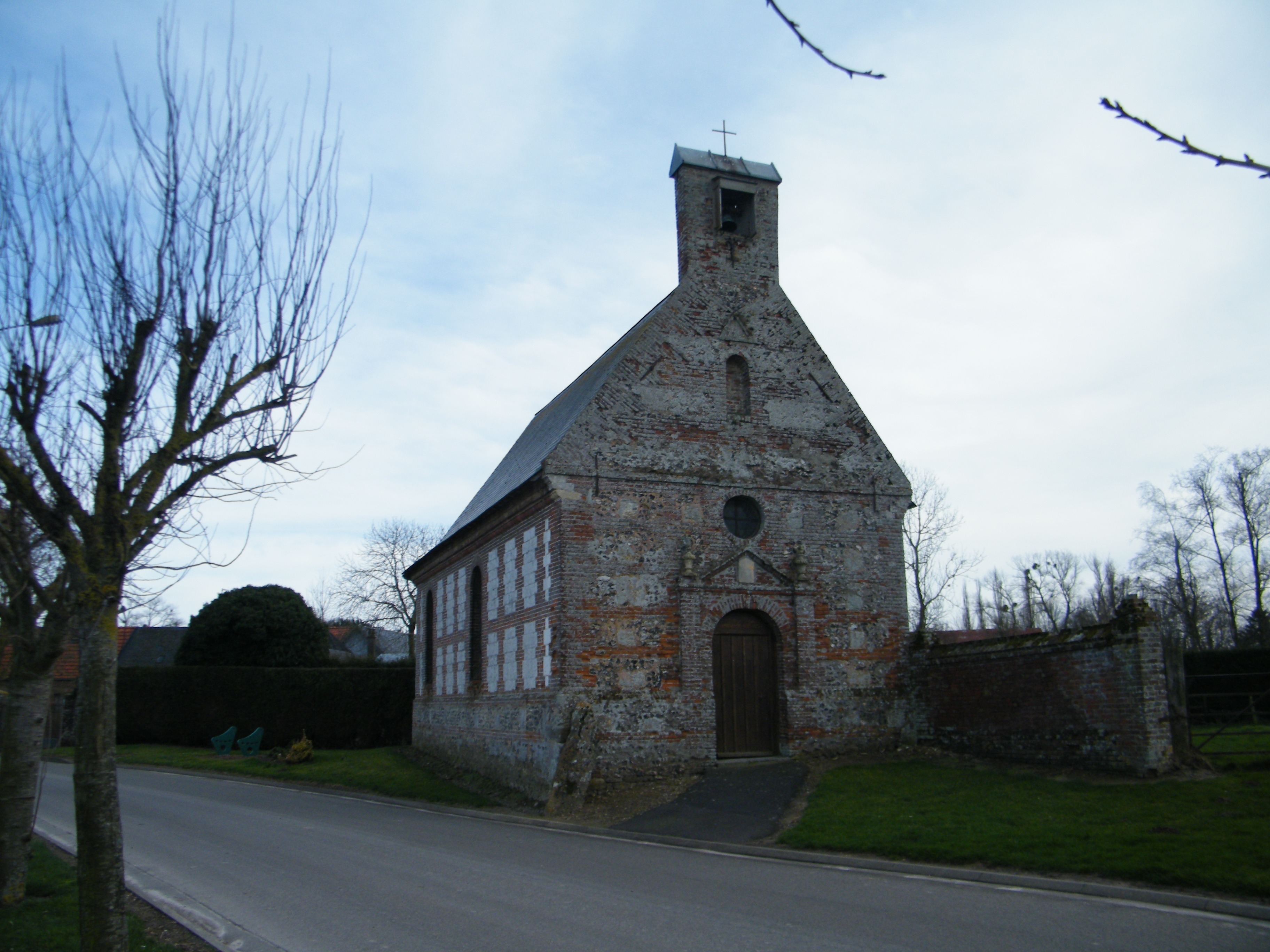
La chapelle du Saint-Esprit, à campenard, du hameau de Frireulles.

### Personnalités liées à la commune
- William Einstein (1907-1972), peintre  américain. Après guerre, en 1956, originaire du Missouri, il s'installe à Acheux, le village de son épouse. Cet artiste, formé en France vers 1927-1933 et ancien élève de Fernand Léger est très inspiré par Chaïm Soutine[58]. On lui doit notamment des vitraux conservés à l'église Saint-Vulfran d'Abbeville et un très beau tableau peint en 1964 intitulé Le faucheur d'Acheux

Anciens seigneurs d'Acheux-en-Vimeu
Acheux-en-Vimeu est le berceau de la Maison d'Acheux, dont les membres portèrent les titres de :

seigneurs de Saint-Maixent, de Fouconcourt, du Plouy, de Bienfay, de Violaines, d'Inerville.
Elle porte « d'argent à la croix ancrée de sable, partie d'argent à l'aigle au vol éployé de sable » - Supports : deux lévriers essants - Cimier : un lévrier issant. Ses armes sont tirées d'un voyage en Terre Sainte.
Cette lignée, très ancienne en Picardie, est issue de Geoffroy de Asceu, devenu d'Acheux, né en 1114, croisé en 1134, originaire d'Acheux-en-Vimeu, dont elle posséda la seigneurie et dont elle reçut le nom. Elle figure dans un certain nombre de chartes des XIIe siècle, XIIIe siècle et XIVe siècle. Plusieurs de ses membres ont porté (au XIIIe siècle et au XIVe siècle) le surnom de « Poulain ».
Gauthier et Milon d'Acheux sont témoins à une charte de Robert, doyen de Saint-Maixent en 1200.
Clément d'Acheux, chevalier, et son épouse Marie donnent trois journaux de terre à Acheux, à l'hôpital Saint-Nicolas d'Abbeville, en juin 1241, acte dans lequel sont cités leur fils Mathieu d'Acheux, chevalier, et leur belle-fille Émeline.
En 1561, devant messieurs Degouy et Briet, notaires à Abbeville  il est fait mention de demoiselle Geneviève Gaillard, dame des fiefs de Dructel à Drucat, d'Argencourt à Sailly-le-Sec, dame encore des Oteux, seigneurie située à Acheux-en-Vimeu, fille de Jehan Gaillard, sieur des Alleux, et de demoiselle Marguerite de Calonne, dame des Oteux
La maison d'Acheux fut maintenue dans sa noblesse suivant déclaration du 26 février 1697, après l'avoir prouvée depuis le 6 janvier 1555. Elle avait toute justice : haute, moyenne et basse. Ses coutumes locales et particulières furent rédigées le 14 septembre 1507.
C'est au XVIe siècle qu'apparaît la famille des Tillette d'Acheux. Eloi Tillette, seigneur de Brancourt, Achery, Courcelles, a formé alors la branche des seigneurs d'Achery, Acheux, Catigny, Courcelles, Brancourt, etc.
François Tillette, écuyer, seigneur d'Acheux, est  né en 1660, il fut lieutenant au régiment d'Artois, avait cinquante-sept ans en 1717 lors de la production des preuves pour la maintenue de sa noblesse qu'il obtint le 6 décembre de la même année. Augustin Tillette, écuyer, sieur de La Boissières, Acheux, Achery, garde du corps du roi, est né en 1676, il mourut à Acheux le 24 janvier 1751, sans enfants de ses deux femmes.
François Léonard le Roy, marquis de Valanglart, était aussi au XVIIIe siècle seigneur de Moyenneville, de Yonval et Tœufles.  Il naquit en mars 1737, fut capitaine de dragons au régiment du Dauphin en 1759 puis guidon de gendarmerie en 1761, enseigne en 1770, et enfin mestre de camp de cavalerie et chevalier de l'ordre de Saint Louis. Il mourut à Bruxelles dans les armées anti-révolutionnaires en 1794.

## Pour approfondir